# مهندس طراح شهر

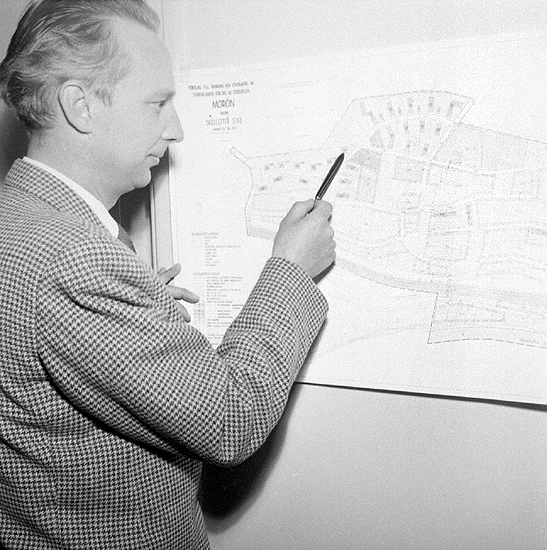
مهندسی طراحی ، مهم ترین اصل در مدیریت برنامه ریزی شهری

مهندس طراح شهر یا مهندس شهرساز شخص و حرفه‌ای است که در زمینه برنامه‌ریزی شهری فعالیت می‌کند.
یک مهندس برنامه‌ریزی شهری ممکن است بر روی یک حوزه کاری خاص تمرکز کند و عناوینی مانند برنامه‌ریز شهر، برنامه‌ریز منطقه ای، برنامه‌ریز دوربرد، برنامه‌ریز حمل و نقل، برنامه‌ریز زیرساخت، برنامه‌ریز محیط زیست، برنامه‌ریز پارک‌ها، برنامه‌ریز فیزیکی، برنامه‌ریز سلامت، تحلیلگر برنامه‌ریزی، طراح شهر، مدیر توسعه جامعه، متخصص توسعه اقتصادی یا سایر ترکیبات مشابه را داشته باشد. انجمن بین‌المللی متخصصان برنامه‌ریزی - ISOCARP - در سال ۱۹۶۵ میلادی در هلند تأسیس شد و در حال حاضر حدود ۷۰۰ عضو در بیش از ۸۰ کشور جهان دارد.

## برای مطالعهٔ بیشتر
- Alexander, D. & Calliou, S. (1991). Planner as educator: A vision of a new practitioner. Plan Canada, 31(6), 38–45. Retrieved from VIUSpace[پیوند مرده]

## پیوندهای بیرونی
- انجمن بین‌المللی برنامه ریزان شهری و منطقه ای
- مؤسسه برنامه ریزان سنگاپور
- مؤسسه برنامه‌ریزی نیوزلند